# Сєльцо
Сєльцо́ (рос. Сельцо) — місто обласного підпорядкування в Брянській області Російської Федерації
Населення міста становить 18 167 осіб (2008; 19 140 в 2002, 20,8 тис. 1989, 17,6 тис. в 1970, 8,5 тис. в 1939).

## Географія
Місто розташоване на річці Десна, притоці Дніпра. Навколо знаходяться 9,2 тис. га лісу. Є джерела мінеральної води.

## Історія
Сєльцо засноване близько 1868 року у зв'язку з будівництвом залізничної станції; з 1938 — смт; статус міста отримало в 1990 році.

## Економіка
В місті працюють хімічний завод, м'ясокомбінат, лісокомбінат, завод мінеральних вод. Випуск продукції на 2003 рік склав 262,8 млн руб.

## Відомі люди
В місті народилися:
- Лягін Віктор Олександрович (1908–1943) — радянський розвідник, капітан, Герой Радянського Союзу.
- Жуков Геннадій Васильович (нар. 1938) — український графік, живописець і скульптор.